# Bistum Warschau-Praga
Das Bistum Warschau-Praga (lateinisch Dioecesis Varsaviensis-Pragensis, polnisch Diecezja warszawsko-praska) ist eine in Polen gelegene Diözese der römisch-katholischen Kirche mit Sitz in Praga, einem östlichen Stadtteil Warschaus.

## Geschichte
Papst Johannes Paul II. gründete es mit der Apostolischen Konstitution Totus tuus Poloniae populus am 25. März 1992 aus Gebietsabtretungen des Bistums Płock und des Erzbistums Warschau, dem es auch als Suffragandiözese unterstellt wurde.

### Bischöfe von Warschau-Praga
- 1992–2004 Kazimierz Romaniuk
- 2004–2008 Sławoj Leszek Głódź
- 2008–2017 Henryk Hoser SAC
- seit 2017 Romuald Kamiński

### Weihbischöfe in Warschau-Praga
- 1992–2011 Stanisław Kędziora, Titularbischof von Tucci
- 2011–2021 Marek Solarczyk, Titularbischof von Hólar
- seit 2020 Jacek Grzybowski, Titularbischof von Nova
- seit 2024 Tomasz Sztajerwald, Titularbischof von Cediae

## Bistumspatronin
- Matka Boża Zwycięska – Maria vom Siege